# José del Castillo Sáenz de Tejada
José del Castillo Sáenz de Tejada (Alcalá la Real, 29 de junio de 1901-Madrid, 12 de julio de 1936) fue un militar español de ideología socialista destacado durante la Segunda República. Su asesinato, junto con el del diputado monárquico José Calvo Sotelo, ha sido considerado por la historiografía como el detonante inmediato de la Guerra civil española.

## Biografía

### Primeros años y formación
Su padre, Valeriano del Castillo, era un abogado de ideas liberales, y su madre Cariño Sáenz de Tejada era de ascendencia aristocrática. Estudia el bachillerato en Granada, en el mismo colegio en el que lo hizo Federico García Lorca. Ingresó en la Academia de Infantería de Toledo en 1919, en la que se gradúa en 1922 como alférez.
Destinado al Grupo de Regulares Indígenas de Tetuán n.º 1, toma parte en la guerra del Rif, donde por méritos de guerra consigue el grado de teniente. En 1925 tiene lugar el desembarco de Alhucemas, que precipita el final de la guerra y Castillo es destinado a la península, al Regimiento de Infantería de Alcalá de Henares.

### Actividad durante la Segunda República
Tras la proclamación de la II República, Castillo entra en una fase de concienciación política, posiblemente influido por el también teniente Fernando Condés, con quien había trabado gran amistad durante la guerra en Marruecos y que al final de la misma había ingresado en la Guardia Civil.
Perteneció a la masonería. En octubre de 1933 la logia Augusto Barcia, nº 23, perteneciente a la Gran Logia Regional del Centro de España (adscrita al Gran Oriente Español) comunicó a su hermana Life la propuesta de iniciación del teniente, al objeto de conocer "sus antecedentes profanos". En opinión del especialista Manuel de Paz Sánchez, de quien proceden los datos anteriores: "Su admision debió llevarse a cabo poco después". Sus "hermanos" de la citada Gran Logia, reivindicaron su nombre como "primer mártir" al poco de iniciarse la Guerra civil.
Simpatizantes declarados del socialismo, ambos militares, Condés y Castillo, son condenados por su actuación durante la Revolución de 1934. En concreto, Castillo, que había sido destinado al frente de una sección de morteros se negó a reprimir una manifestación de obreros en Cuatro Caminos alegando: «Yo no tiro sobre el pueblo». Sometido por este acto de desobediencia a consejo de guerra, lo condenan a un año de prisión militar. Una vez concluida la condena, en noviembre de 1935 y ante el cariz de los acontecimientos políticos, adopta una actitud aún más decidida en defensa de sus ideales de izquierda.
Tras el triunfo del Frente Popular en 1936, solicita su pase a la Guardia de Asalto. Su ingreso en este cuerpo se produce el 12 de marzo de dicho año, siendo destinado a la 2.ª Compañía de Especialidades, con base en Madrid, en el cuartel de Pontejos (ubicado en la Plaza de Pontejos), junto a la sede del Ministerio de la Gobernación. En este tiempo se están produciendo continuos y violentos enfrentamientos entre militantes de izquierda y de derecha, especialmente falangistas y carlistas, así como una ola de atentados contra los militares pertenecientes a la Unión Militar Republicana Antifascista (UMRA) a la que Castillo se había afiliado tras salir de prisión y desde la que le fue encargada la instrucción de las milicias de las Juventudes Socialistas.

### El entierro de Anastasio de los Reyes
Uno de estos incidentes tiene lugar el 14 de abril, durante los actos conmemorativos del V aniversario de la proclamación de la República, en el que fue asesinado el alférez de la Guardia Civil Anastasio de los Reyes por increpar a un grupo de personas que abucheaban a la Guardia Civil que estaba desfilando.
El gobierno frentepopulista hizo todo lo posible para que el entierro del alférez De los Reyes quedase en la intimidad familiar, pero sus compañeros decidieron tratarlo con honores y llevaron su féretro a hombros por las calles de Madrid. La comitiva fue atacada durante el entierro, provocando tiroteos y tumultos por la ciudad. Los Guardias de Asalto al mando del teniente José del Castillo trataron de disolver el cortejo fúnebre por la fuerza. El teniente Castillo aparece en la Historia asociado a la muerte de Andrés Sáenz de Heredia, primo de José Antonio Primo de Rivera. Algunos expertos aseguran que Sáenz de Heredia fue asesinado por un disparo de Castillo, aunque otros explican que fue uno de los hombres a su cargo, y no él, quien apretó el gatillo. No obstante, sí se le atribuye que hirió a un estudiante de medicina implicado en la revuelta. En cualquier caso, lo cierto es que el teniente sí participó en este y otros episodios similares, con mayor o menor grado de responsabilidad, dada su posición.[cita requerida] La conclusión compartida es que «perdió los nervios» y resulta herido de gravedad, por disparos a quemarropa del propio teniente José del Castillo, el joven militante carlista, que no iba armado, José Luis Llaguno Acha. Algunas fuentes indican que el teniente del Castillo fue autor de los disparos que mataron a Andrés Sáenz e hirieron a José Luis Llaguno.
 

Castillo estuvo a punto de ser linchado por los manifestantes y tuvo que ser sacado del lugar por los agentes bajo su mando, que lo trasladan a la Dirección General de Seguridad, donde presta declaración y es puesto en libertad sin cargos. Desde este día Castillo se convirtió en objetivo de las milicias derechistas, las amenazas menudean y sus superiores le proponen trasladarle fuera de Madrid, cosa que él no acepta. Sufre dos intentos de asesinato fallidos y las milicias de las Juventudes Socialistas lo escoltan sin que él lo sepa.[cita requerida]

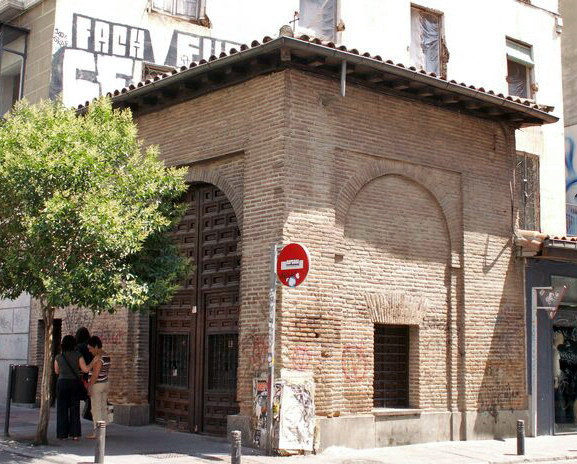
Ermita del Humilladero de Nuestra Señora de la Soledad en la esquina de las calles Fuencarral y Augusto Figueroa. A sus puertas fue asesinado el teniente Castillo.

### Asesinato
El 12 de julio, tras asistir a los toros, es advertido por una militante socialista de que corren rumores de que esa noche se va a atentar contra su vida, pero Castillo, tras dar un paseo con su esposa, con la que se había casado el 20 de mayo, decide incorporarse a su puesto como cada día. No obstante, hacia las diez de la noche, cuando dobla la esquina de la calle de Augusto Figueroa con Fuencarral, para encaminarse al cuartel de Pontejos, cuatro pistoleros de extrema derecha (carlistas pertenecientes al Tercio de requetés de Madrid, según el historiador Ian Gibson, o falangistas según otros autores como Paul Preston), le disparan sin darle tiempo a sacar su arma reglamentaria. Auxiliado por el periodista Juan de Dios Fernández Cruz, que casualmente pasaba por el lugar, es trasladado a una casa de socorro cercana donde ingresa cadáver.

### Las consecuencias del asesinato
El teniente Castillo, posiblemente, habría sido uno más de los militares de la UMRA asesinados por pistoleros de la derecha y su nombre no habría entrado en la Historia de no ser por los acontecimientos que siguieron al conocimiento por sus compañeros de su muerte. Su asesinato motivará, en venganza, el secuestro y asesinato por algunos de sus compañeros de uno de los políticos más señalados de la época, José Calvo Sotelo, líder del partido de la derecha monárquica Renovación Española y del Bloque Nacional.

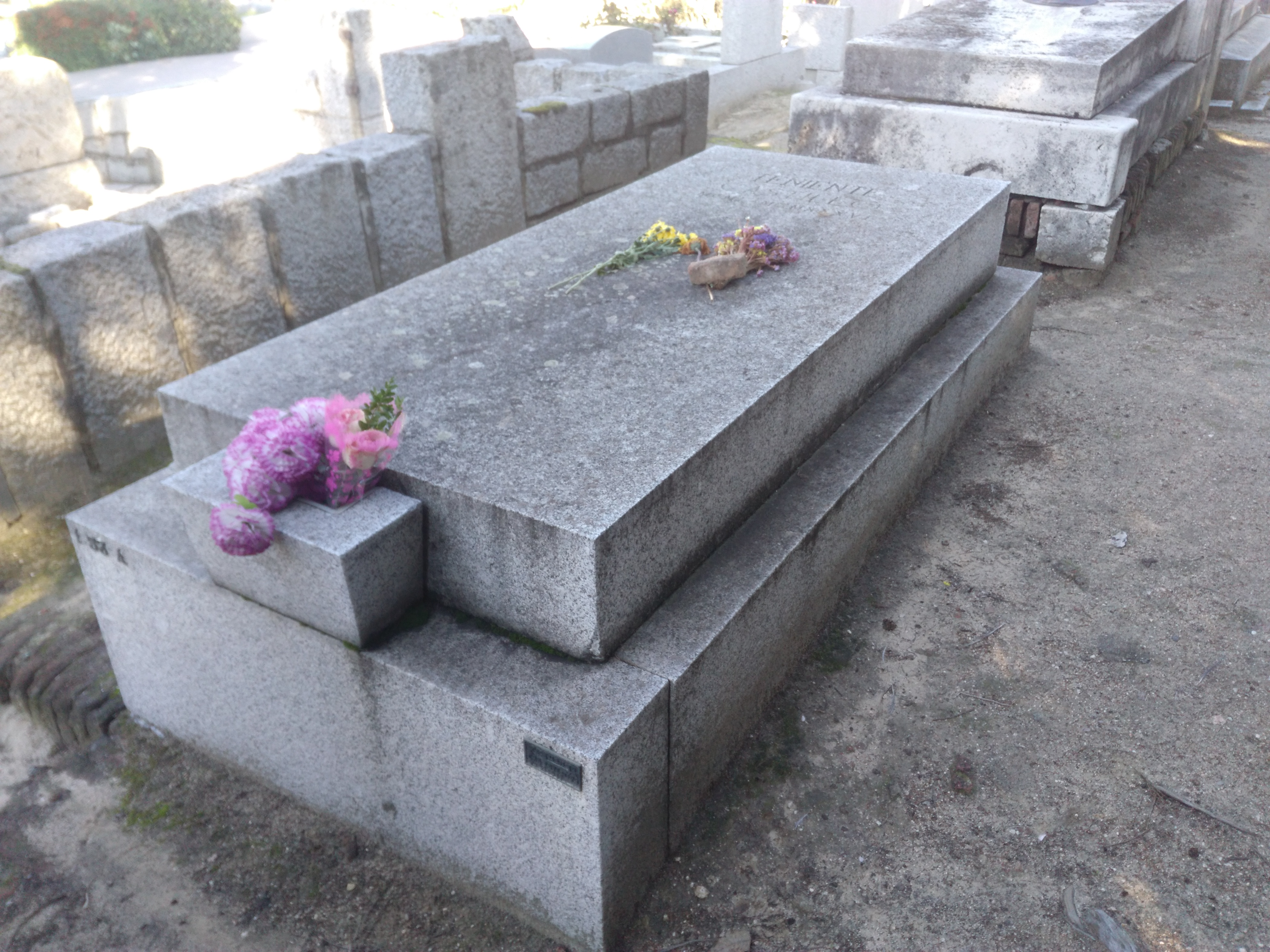
Tumba en el cementerio civil de Madrid.

La tesis sostenida por la historiografía es que los compañeros de Del Castillo, especialmente Fernando Condés, organizaron un grupo con el propósito de asesinar al jefe de la CEDA José María Gil-Robles, pero al no encontrar a este en su domicilio se encaminaron al de José Calvo Sotelo, líder de Renovación Española, al que se llevaron de su domicilio, burlando a sus escoltas con una orden de detención falsa y tras dispararle Luis Cuenca Estevas dos tiros dentro del coche en el que iban, dejaron su cadáver en el depósito del cementerio del Este. Sin embargo, algunos autores revisionistas, como el escritor César Vidal han recuperado la teoría lanzada por la historiografía franquista de que el asesinato de Calvo Sotelo se planeó mucho antes del asesinato del teniente Castillo. Vidal aportó como «prueba» para sostener que el asesinato ya se habría decidido el 9 de mayo de ese mismo año en una reunión de un grupo de masones, la supuesta confesión de uno de los participantes, Urbano Orad de la Torre, en una entrevista concedida al extinto periódico ultraconservador El Imparcial. Sin embargo, el propio Orad de la Torre escribió dos días después a El País negando cualquier implicación de la masonería y acusando a El Imparcial de «injurioso e inexacto en sus titulares y contenido».
Los militares que dieron cuatro días después el golpe de Estado que se venía gestando desde el triunfo electoral del Frente Popular, con la sublevación militar del 17 de julio de 1936 en Melilla del ejército de África, con la que comienza la guerra civil española, reiteraron con frecuencia desde el final de la contienda que se habían rebelado a raíz del asesinato de Calvo Sotelo, pese a que es bien sabido que durante muchos meses antes de que se produjera el crimen ya se habían iniciado las gestiones y concertado los medios para la sedición.

## Familia
Tuvo varios hermanos. Uno de ellos, Francisco, sería oficial del Ejército Popular y del ejército soviético.